# Park Narodowy Cuyahoga Valley
Park Narodowy Cuyahoga Valley (ang. Cuyahoga Valley National Park) – park narodowy położony w północno-wschodniej części stanu Ohio w Stanach Zjednoczonych. Park został utworzony w 2000 roku, na powierzchni 133,33 km². Nazwa parku wywodzi się od doliny przepływającej przez park rzeki Cuyahoga.
Cuyahoga w języku mohawk oznacza „krzywą rzekę”.